# Prêmio Guarani de Cinema Brasileiro 1996
O Prêmio Guarani de Cinema Brasileiro de 1996 é a primeira edição do Prêmio Guarani, organizada pela Academia Guarani de Cinema. Os indicados foram selecionados de sete produções nacionais exibidas comercialmente no ano de 1995. Na cerimônia de estreia da premiação, dez categorias foram apresentadas com três finalistas em cada, além dos prêmio especial de revelação do ano, a qual não teve indicados, apenas foram anunciados os vencedores.

## Vencedores e indicados
Os vencedores estão em negrito, de acordo com o site Papo de Cinema:
| Melhor Filme | Melhor Direção |
| --- | --- |
| - Terra Estrangeira – Flávio Tambellini e Antonio da Cunha Telles - Carlota Joaquina - Princesa do Brazil – Bianca de Felippes e Carla Camurati - O Quatrilho – Lucy e Luiz Carlos Barreto                                                                                             | - Walter Salles e Daniela Thomas – Terra Estrangeira - Carla Camuratti – Carlota Joaquina - Princesa do Brazil - Fábio Barreto – O Quatrilho - Monique Gardenberg – Jenipapo            |
| Melhor Atriz | Melhor Ator |
| - Marieta Severo – Carlota Joaquina - Princesa do Brazil como Carlota Joaquina de Bourbon - Fernanda Torres – Terra Estrangeira como Alex - Glória Pires – O Quatrilho como Pierina | - Marco Nanini – Carlota Joaquina - Princesa do Brazil como Dom João VI de Bragança - Fernando Alves Pinto – Terra Estrangeira como Paco - Henry Czerny – Jenipapo como Michael Coleman |
| Melhor Atriz Coadjuvante | Melhor Ator Coadjuvante |
| - Marília Pêra – Jenipapo como Renata - Maria Padilha – Sábado como Magda Blum - Patrícia Pillar – O Menino Maluquinho como Mãe | - Otávio Augusto – As Meninas como Valdomiro - Luís Melo – Terra Estrangeira como Igor - Luiz Carlos Arutim – O Menino Maluquinho como Vô Passarinho                                    |
| Melhor Roteiro | Melhor Fotografia |
| - Terra Estrangeira – Marcos Bernstein, Millor Fernandes, Walter Salles e Daniela Thomas - Carlota Joaquina: Princesa do Brazil – Carla Camurati, Melanie Dimantas e Angus Mitchell - Jenipapo – Monique Gardenberg e Cyrus Nowrasteh - O Quatrilho – Antonio Calmon e Leopoldo Serran | - Terra Estrangeira – Walter Carvalho - Carlota Joaquina: Princesa do Brazil – Breno Silveira - O Quatrilho – Félix Monti                                                               |
| Melhor Figurino | Melhor Trilha Sonora |
| - Carlota Joaquina: Princesa do Brazil – Tadeu Burgos, Marcelo Pires e Emilia Duncan - As Meninas – Rita Murtinho - O Menino Maluquinho – Kika Lopes - O Quatrilho – Isabel Paranhos                                                                                                   | - O Quatrilho – Jaques Morelenbaum e Caetano Veloso - Jenipapo – Philip Glass - O Menino Maluquinho – Antonio Pinto - Terra Estrangeira – José Miguel Wisnik                            |
| Revelação do Ano | |
| - Cláudia Liz – As Meninas como Ana Clara - Samuel Costa – O Menino Maluquinho como Menino Maluquinho | |